# Callicebus lugens
Il callicebo nero (Callicebus lugens Humboldt, 1811) è un primate Platirrino della famiglia dei Pitecidi.
Veniva un tempo considerata una sottospecie di Callicebus torquatus (Callicebus torquatus lugens): al giorno d'oggi, tuttavia, gli studiosi sono più propensi a classificare questi animali come specie a sé stante, nell'ambito del sottogenere Torquatus.
Vive nella fascia di foresta amazzonica compresa fra la Colombia centro-orientale, il Venezuela meridionale e la Guyana occidentale: popolazioni isolate si trovano anche in Brasile centro-settentrionale.
Come il nome comune suggerisce, questi animali hanno il pelo, lungo e sericeo, completamente di colore nero lucido: le parti nude del corpo (faccia, mani) sono anch'esse nere, mentre gli occhi sono di color giallo ambrato. Sul petto è presente un disegno biancastro a forma di V, che risalta sullo sfondo nero.
Questa specie si incontra in una regione relativamente remota e attualmente non sono note minacce importanti per la specie.